# 19719 Glasser
19719 Glasser (1999 VB9) là một tiểu hành tinh vành đai chính được phát hiện ngày 9 tháng 11 năm 1999 bởi C. W. Juels ở Fountain Hills.